# Jan Komornicki
Jan Maria Komornicki (ur. 13 marca 1943 w Iwoniczu) – polski leśnik, taternik, ratownik, działacz ochrony przyrody, polityk, poseł na Sejm II kadencji, ambasador Polski na Słowacji (1997–2003).

## Życiorys
Ukończył studia na Wydziale Leśnym Wyższej Szkoły Rolniczej w Krakowie w 1968. Był autorem artykułów prasowych dotyczących ochrony przyrody. W latach 1973–1988 pełnił funkcję naczelnika Górskiego Ochotniczego Pogotowia Ratunkowego. Od 1981 do 1985 był prezesem Oddziału PTTK w Zakopanem, potem jego wiceprezesem.
W 1974 został prezesem Zjednoczonego Stronnictwa Ludowego w Zakopanem oraz wiceprzewodniczącym tamtejszej Rady Narodowej. Zasiadał także w Wojewódzkiej RN. W 1988 podjął pracę w Państwowej Inspekcji Ochrony Środowiska w Krakowie. W latach 1992–1993 był podsekretarzem stanu w Ministerstwie Ochrony Środowiska, Zasobów Naturalnych i Leśnictwa (w rządach Jana Olszewskiego i Hanny Suchockiej). Znalazł się na liście Macierewicza.
W 1993 uzyskał mandat posła na Sejm II kadencji. Został wybrany w okręgu olsztyńskiego z listy Polskiego Stronnictwa Ludowego. Zasiadał w Komisji Ochrony Środowiska, Zasobów Naturalnych i Leśnictwa, Komisji Młodzieży, Kultury Fizycznej i Sportu, Komisji Zgromadzenia Narodowego do przygotowania projektu regulaminu Zgromadzenia Narodowego dla uchwalenia Konstytucji RP oraz Komisji Regulaminowej Zgromadzenia Narodowego. Był także członkiem siedmiu podkomisji i dwóch komisji nadzwyczajnych.
Od 1994 do 15 maja 1997 społecznie pełnił ponownie funkcję rzecznika GOPR. 16 kwietnia 1997 zrzekł się mandatu poselskiego w związku z objęciem stanowiska ambasadora na Słowacji. Po zakończeniu pełnienia tej funkcji był dyrektorem Bieszczadzkiego Parku Narodowego (do czerwca 2006).
Brat Stanisława i Piotra, syn Tomasza Komornickiego, wnuk Stefana Komornickiego.

## Odznaczenia
- Order Podwójnego Białego Krzyża II klasy – 2003, Słowacja[3]
- Order Podwójnego Białego Krzyża III klasy – 1998, Słowacja[4]